# Журавінець (Люблінське воєводство)
Журавінець (пол. Żurawiniec) — село в Польщі, у гміні Острувек Любартівського повіту Люблінського воєводства.
Населення — 109 осіб (2011).
У 1975-1998 роках село належало до Люблінського воєводства.

## Демографія
Демографічна структура станом на 31 березня 2011 року:
|          | Загалом | Допрацездатний вік | Працездатний вік | Постпрацездатний вік |
| -------- | ------- | ------------------ | ---------------- | -------------------- |
| Чоловіки | 59      | 8                  | 38               | 13                   |
| Жінки    | 50      | 7                  | 22               | 21                   |
| Разом    | 109     | 15                 | 60               | 34                   |